# Schwere Jungs (2006)
Schwere Jungs ist eine deutsche Filmkomödie von Marcus H. Rosenmüller aus dem Jahr 2006. Sebastian Bezzel spielt einen deutschen Bobfahrer, der in den frühen 1950er Jahren versucht, sportliche Erfolge zu erringen. Die Uraufführung war bei den Hofer Filmtagen 2006, der Kinostart am 18. Januar 2007.

## Handlung
Garmisch-Partenkirchen 1936: Während im Ort gerade die echten Olympischen Winterspiele stattfinden, veranstaltet die Dorfjugend ihre eigenen Winterspiele. Beim Schlittenrennen löst sich an Gamsers selbstgebautem Schlitten eine Schraube, weswegen er und seine Mannschaft sich dem Dorfler geschlagen geben müssen.
16 Jahre später ist Gamser nun Schreiner, erbte jedoch einen verschuldeten Betrieb, weswegen er und seine Frau Rosi ein bescheidenes Leben führen müssen. Der Dorfler hingegen, immer schon im Wohlstand lebend, erbte die erfolgreiche Brauerei seines Vaters. Die Rivalität aus Kindertagen zwischen Gamser und Dorfler hält immer noch an. Für die befreundeten Ehefrauen der beiden Erzrivalen, Gamsers schwangere Gattin Rosi und Dorflers frisch vermählte Ehefrau Anna aus Norddeutschland, ist die Situation schwierig. Sie wollen den Streit zwischen den beiden schlichten und so das Dorf wieder vereinen. Aber sie haben die Rechnung ohne den wohlhabenden Brauereibesitzer Dorfler und den ewigen Verlierer Gamser gemacht.
Nachdem Dorfler mit seiner Mannschaft die Bobweltmeisterschaft gewonnen hat und nun an den Olympischen Winterspielen in Oslo teilnimmt, beschließt Gamser, selbst eine Bobmannschaft aufzustellen, um es dem Dorfler zu zeigen. Für die Gründung einer Mannschaft überzeugt er seine drei alten Freunde, den Wirt Franzl, den Kapellmeister Leusl Peter, der unter seiner dominanten Frau leidet, und den Gustl. Nach einigem Training und wider den Spott der gegnerischen Mannschaft, schaffen es die vier, sich für die Spiele in Oslo, bei denen erstmals seit Kriegsende wieder deutsche Teilnehmer zugelassen sind und zwei deutsche Mannschaften teilnehmen dürfen, zu qualifizieren.
Schließlich beginnen in Oslo die Spiele. Doch neben den rein sportlichen Hindernissen gilt es auch noch, mit einer Menge anderer Probleme fertigzuwerden, wie Ehekrach, tief verankerte Feindschaften und finanzielle Schwierigkeiten. Nach den Trainingsläufen ist Gamsers Mannschaft dann tatsächlich besser als die von Dorfler, doch insgesamt halten sich beide deutsche Mannschaften nur im Mittelfeld. Dann stellt Gamser fest, dass er zwar der bessere Fahrer der beiden ist, doch dass beide Mannschaften zusammenarbeiten müssten, falls sie für Deutschland eine Medaille gewinnen wollen. Die Bobbahn in Oslo besitzt viele Geraden, weshalb schwere Sportler im Vorteil sind. Gamser kommt die Idee, die schwersten Fahrer beider Teams zusammenzulegen, um das Gewicht zu nutzen. Nach einigem Widerwillen und Bedenken von allen Fahrern und obwohl Gamser dann selbst nicht mitfahren kann, kommt es zu dieser Zusammenarbeit, und aus zwei Teams wird eines. Die Fahrer werden Position gegen Position gewogen, und die jeweils Schwersten fahren zusammen. Beim Rennen geht diese Rechnung auf, und so holt die Bobmannschaft völlig überraschend Gold für Deutschland. Dieser Erfolg führt dazu, dass Gamser und Dorfler ihre Fehde begraben und Dorfler sogar Gamser mit einem Großauftrag für seinen Braukeller beauftragt.

## Filmmusik
Der Soundtrack stammt von Gerd Baumann.
1. Bob der Bobfahrer
2. Gib mir einen Chu-Chu
3. Green Bag
4. Die Perle von Aloa
5. Patentwist
6. In der Liebe bin ich König
7. One for you two for me
8. Die Erste Goldene
9. Hinterwäldler Märchenwald
10. Holzschlittenmarsch
11. Die Goas im Eiskanal
12. Gamserbeat I
13. Die Reise nach Oslo
14. West St.Louis Scubadou
15. Gamserbeat II
16. Trennung
17. Gamsers Idee
18. von Hase
19. Zwölfenderpolka
20. Loisl to the bone
21. Hasenberghofmarsch
22. Das Finalrennen
23. Warten auf die Zeit
24. Gold
25. Radio Ørebro
26. Amor

## Hintergrund
Der Film basiert lose auf einer wahren Geschichte. Im Jahr 1952 gewann Andreas Ostler bei den Olympischen Winterspielen 1952 mit seiner Mannschaft die Goldmedaille im Viererbob. Bei diesen Spielen brachte die aus eigentlich zwei Teams zusammengemischte deutsche Mannschaft um Ostler stolze 472 kg auf die Waage. Im Anschluss daran wurde erstmals ein festes Gewichtslimit im Bobsport eingeführt, das bis heute gilt (max. 420 kg).
Gedreht wurde von Januar bis März 2006 in St. Moritz, Garmisch-Partenkirchen, Wamberg, München und Umgebung sowie in Liberec und Umgebung. Für die Filmmusik war, wie schon bei Wer früher stirbt ist länger tot, Gerd Baumann verantwortlich. Diese Musik wurde im Stile der Schlager und Unterhaltungsmusik der 1950er Jahre komponiert. Größere Bekanntheit erreichte das Lied Gib mir einen Chu-Chu, gesungen von Julia von Miller vom Odeon-Tanzorchester.
Der Verleih Constantin Film brachte den Film in die Kinos. Bis Ende 2007 wurden in Deutschland 564.782 Kinobesucher gezählt.
Der BR produzierte in Zusammenarbeit mit Constantin Film auch eine Audiodeskription. Sprecher ist Bernd Benecke. Die Bildbeschreibung wurde 2008 für den deutschen Hörfilmpreis nominiert.

## Kritiken
- Andreas Haaß von Moviemaster meint, „Schwere Jungs“ sei wunderbare Unterhaltung, habe eine toll geschriebene Geschichte und sei ein Filmgenuss, für den man aber auch ein bisschen bairischen Dialekt verstehen sollte.[7]

- Christoph Petersen von Filmstarts.de kritisiert, der Film biete abseits der typischen Sportfilmdramaturgie vom Aufstieg der Underdogs wenig Neues, doch besser, unterhaltsamer und charmanter seien die zahlreichen Nebenhandlungsstränge, die auch die eigentliche Qualität des Films ausmachen würden. Hier käme der urige Humor Rosenmüllers durch und je bayerischer eine Szene, umso besser sei sie.[8]

- Das Lexikon des internationalen Films urteilt: „Sport-Komödie, die sich mit viel Lust dem Retro-Look der 1950er-Jahre verschrieben hat, wobei die Rivalitäts- und Beziehungsgeschichten von ausgesuchter Harmlosigkeit sind und sich nur gelegentlich parodistische oder gar politische Untertöne einmischen. Durchaus stilsicher arbeitet der Film mit den Mitteln des trivialen Unterhaltungskinos jener Zeit, erliegt dabei aber allzu oft selbst dessen spießiger Muffigkeit.“[9]